# Tang-i Dahona
Tang-i Dahona – wąwóz w Dolinie Jagnob w Tadżykistanie, dzielący ją na dwie części (górną i dolną). Administracyjnie leży w wilajecie sogdyjskim w dystrykcie Ajni. Przez wąwóz przepływa rzeka Jagnob. Przechodzi przez niego również ścieżka, pozwalająca dotrzeć do górnej części doliny.
W 2007 roku wyprawa pod wodzą prof. Antonio Panaino z Uniwersytetu Bolońskiego odkryła w wąwozie petroglify. Znajdują się one na wysokości 2460 m n.p.m.